# تشن غانغ
تشن غانغ هو سياسي صيني، ولد في أبريل 1965 في غاويو ‏ في الصين. نشط حزبياً في الحزب الشيوعي الصيني.